# Inverness-shire

Lage von Inverness-shire in Schottland

Inverness-shire (schottisch-gälisch: Siorrachd Inbhir Nis) ist eine der traditionellen Grafschaften in Schottland. Sie erstreckt sich über den Nordwesten Schottlands, liegt am Rande der Highlands und ist die größte ehemalige schottische Grafschaft. Sie umfasst auch die Inseln North Uist und South Uist sowie Teile von Harris. 
Die historische Stadt Inverness ist die Hauptstadt des Hochlandes. 

## Geschichte
Als Verwaltungsgrafschaft bestand Inverness-shire zwischen 1890 und 1975 und ging dann in den Districts Badenoch and Strathspey, Inverness, Lochaber und Skye and Lochalsh der Region Highland sowie dem neuen Verwaltungsbezirk Western Isles auf. 
1996 wurden die Districts der Region Highland aufgelöst und aus der ganzen Region wurde die Council Area Highland gebildet. 
Inverness-shire lebt heute noch als eine der Lieutenancy Areas von Schottland fort.

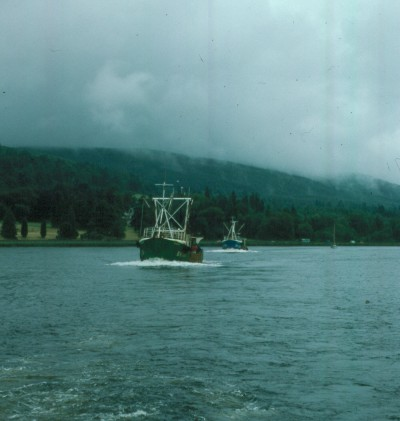
Fischereiboote auf dem Loch Ness kurz vor der Einfahrt in den Caledonian Canal (Mai 1992)

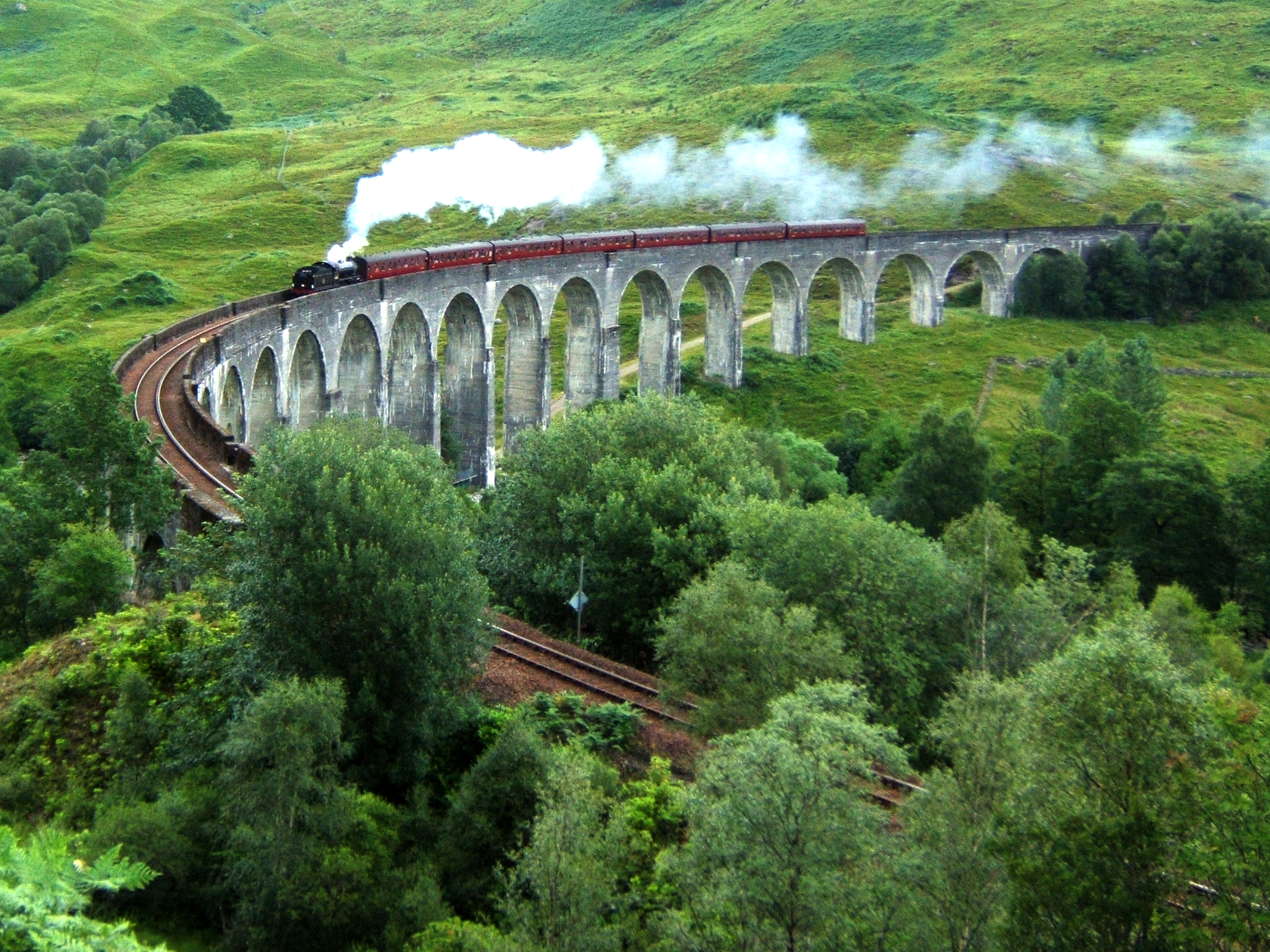
Das Glenfinnan-Viadukt: 1897/98 gebaut und durch drei Harry-Potter-Filme bekannt

## Geografie
Östlich der Stadt Inverness liegt das Schlachtfeld, auf dem der letzte schottische Königsspross „Bonnie Prince Charlie“ 1746 die Schlacht bei Culloden gegen die Engländer verlor. Wenige Kilometer weiter, nahe dem Fluss Nairn, liegen die Balnuaran of Clava, drei jener Rundhügel, die der gesamten Gattung den Namen Clava Cairns gaben. Einige der gut erhaltenen Brochs liegen an der Westküste und vorzeitliche Forts wie Craig Phadrig (Patrick) und Dun-da-Lamh liegen seitlich des Caledonian Canal. 
Loch Ness ist ein 35 Kilometer langer und bis zu 1,6 km breiter Süßwassersee. Er ist an einigen Stellen etwa 250 m tief. Es ist für sein legendäres Ungeheuer Nessie berühmt. Es gibt hier dramatische Landschaft und viele Anziehungspunkte. Geschichten ranken sich auch um einige andere Lochs. Das Great Glen fungiert zwischen dem Atlantischen Ozean und der Nordsee nicht nur als Wasserweg über den Caledonian Canal, sondern ist auch ein Pfad für Vögel.
Im Westen von Inverness-shire liegen North Uist und South Uist; sie gehören zu den Western Isles. Die Inseln scheinen in der Mitte geteilt zu sein. Moore, Heiden und schroffe Hügel beherrschen den Osten, während der Westen weich ist (sandige Küsten und Weideflächen dominieren). Die Lebensmittelversorgung hängt auch von der Fährverbindung ab. 
Liste der Orte, an denen Touristeninformationen bestehen:
- Fort William
- Inverness
- Kyle of Lochalsh
- Lewiston
- Loch Ness